# Biblioteka Narodowa Wysp Cooka
Biblioteka Narodowa Wysp Cooka – biblioteka narodowa działająca od 1993 roku w Avarua na wyspie Rarotonga na Wyspach Cooka.

## Historia
W listopadzie 1990 roku rada Ministrów zatwierdziła projekt budowy Geoffrey Henry National Culture Centre (Te Puna Korero). Prace budowlane zostały rozpoczęte we wrześniu 1991 roku. Zakończono je w 1992 roku, a uroczyste otwarcie miało miejsce 14 października z udziałem Geoffreya Henry'ego, Margaret Makea Karika Ariki i Makea Nui Teremoana Ariki. W Puna Korero mieszczą się: Runanga Pakau (Muzeum Narodowe), Runanga Puka (Biblioteka Narodowa), Runanga Akamou Korero (Archiwum Narodowe) i Are Karioi Nui (Audytorium Narodowe).
Biblioteka narodowa podlega powołanemu w 1990 roku Ministry of Cultural Development (Tauranga Vananga). Została założona w 1992 roku, ale działalność rozpoczęła dopiero w 1993 roku. Początkowo jej zbiory liczyły 10 000 woluminów. Obok cennych i rzadkich zbiorów gromadzi beletrystykę ponieważ pełni również funkcję biblioteki publicznej. Gromadzenie zbiorów utrudnia brak przepisów o egzemplarzu obowiązkowym i konieczność konserwacji zbiorów narażonych na zniszczenie w wilgotnym i gorącym klimacie. 